# Irrasinus dumasi
Irrasinus dumasi är en skalbaggsart som beskrevs av Gordon och Paul E.Skelley 2007. Irrasinus dumasi ingår i släktet Irrasinus och familjen Aphodiidae. Inga underarter finns listade i Catalogue of Life.